# Průmyslová revoluce v Česku

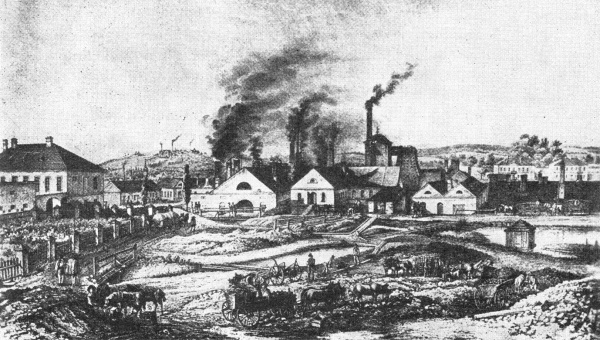
Vítkovické železárny v polovině 19. století

Průmyslová revoluce byla hospodářská (ekonomická), technologická a také sociální změna (převrat), která se odehrála v Evropě a Severní Americe v 18. a 19. století. V českých zemích se počátky moderního průmyslu dají vysledovat do časů panování císaře Rudolfa II., kdy se začaly spolu se zárodky moderní vědy objevovat i první průmyslové technologie a myšlení. Proces přerušila třicetiletá válka (1618–1648) a i po ní ve střední Evropě došlo k jisté prodlevě v navázání na tuto tradici. Počátky průmyslové revoluce zde souvisejí s ideologií merkantilismu a osvícenským absolutismem Marie Terezie a Josefa II. Gründerskou skupinou zde byli zejména šlechtici. První průmysl, který se začal v Česku masově rozvíjet, byl textilní. V 18. století byl osamocen. Zlom přišel na začátku 19. století, kdy se české země začaly rychle industrializovat. Do konce 19. století se staly nejprůmyslovější částí tehdejší Rakousko-uherské monarchie.

## Počátky průmyslu za Rudolfa II.

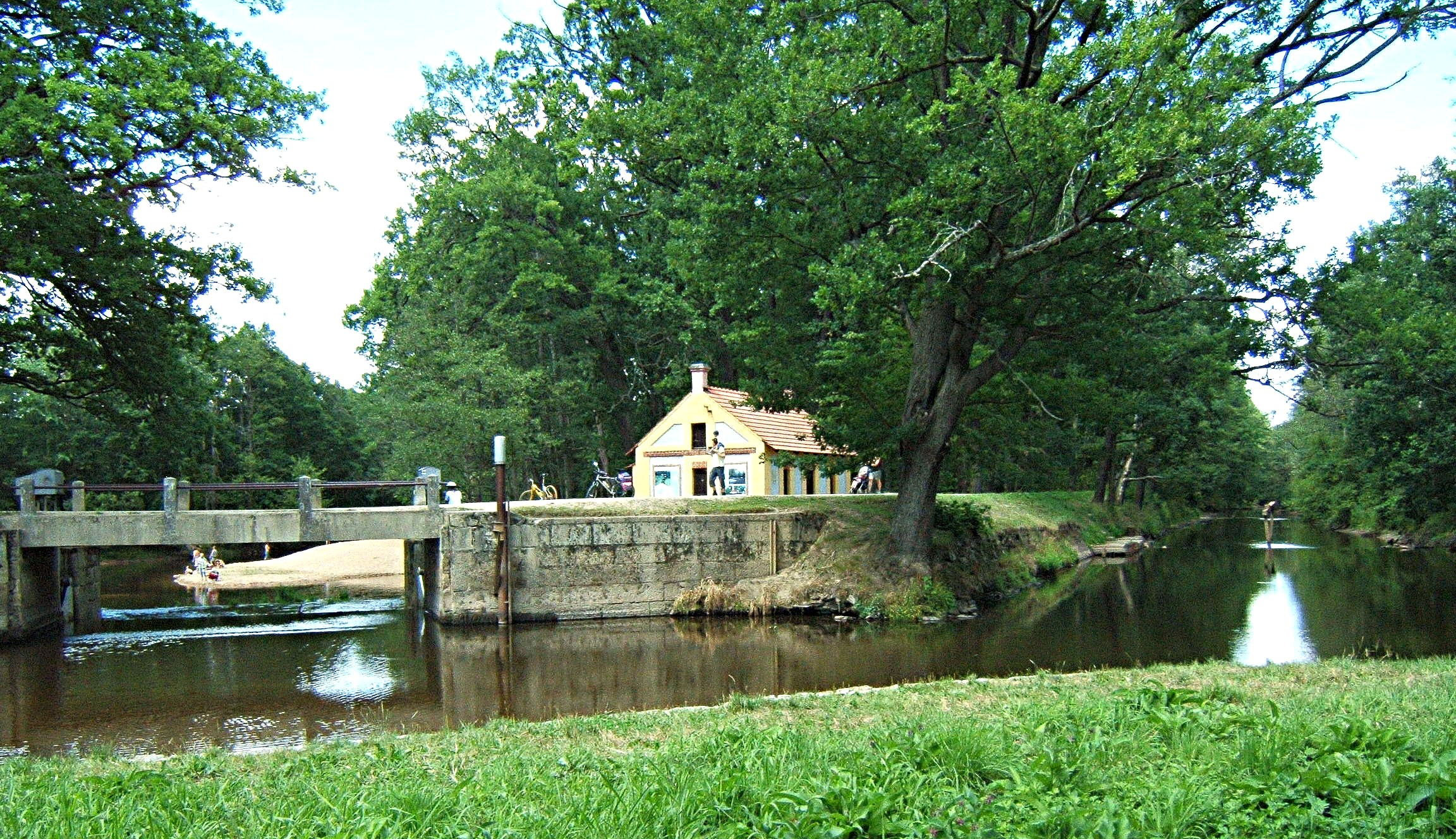
Nová řeka, vodohospodářské dílo Jakuba Krčína

Významnou etapou hospodářského vývoje, v níž dokonce nacházíme zárodky moderního průmyslu, byla vláda habsburského panovníka Rudolfa II. Ten, kromě toho, že přál rozvoji věd a umění, podnítil též rozvoj ekonomický, ač to není tolik známo – bylo to právě za Rudolfovy vlády, kdy v jižních Čechách působil vodohospodář Jakub Krčín z Jelčan. Za podpory rožmberského rodu vybudoval po roce 1584 třeboňskou rybniční soustavu, včetně dnes největšího českého rybníka Rožmberk u Třeboně. Krom toho nechal zbudovat také umělý kanál (tzv. Nová řeka), převádějící vodu z Lužnice do Nežárky. Tím také založil vodohospodářskou tradici v českých zemích, na niž bylo masivně navázáno zejména za tzv. První republiky a za socialismu (systém přehrad a vodních nádrží).
Na Rudolfově dvoře rovněž působil řezač a brusič drahých kamenů Kašpar Lehmann. Byl to právě on, kdo kolem roku 1590 do Čech přinesl techniku řezání horského křišťálu. Ve stejné době navíc čeští skláři začali užívat tzv. roštovou pec, která umožnila lépe pracovat se skelnou surovinou. Obě inovace měly zásadní dopad na rozvoj českého sklářství (jehož kořeny sahají do 13. století), které na konci 17. století poté dospělo k produkci tzv. českého křišťálu.
Za Rudolfovy vlády, roku 1594, byla rovněž zprovozněna první vysoká pec v českých zemích (tzv. pec valonského typu), a to v Králově Dvoře. Brzy následovalo několik vysokých pecí v Krušnohoří. Tím mohla být opuštěna kusová výroba železa v jednoduchých dýmačkách a mohlo se přejít k větší a nepřetržité produkci železa. Výroba železa se nicméně stala dosti nákladnou, takže se počala koncentrovat do rukou feudálů, kteří se tak v českých zemích stávali prvními „kapitány průmyslu“.

## Merkantilismus a sázka na textil v českých zemích

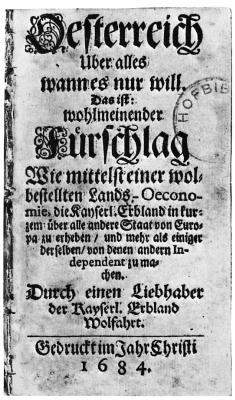
von Hörnigkův merkantilistický spis určil českým zemím specializaci na textilní průmysl

Mimořádný přelom v českých hospodářských dějinách značí neúspěšné České stavovské povstání a následující třicetiletá válka. Tyto události změnily zemi po všech stránkách – zabrzdily vědecko-průmyslový rozvoj započatý v rudolfínské éře, proměnily společnost socio-demograficky (odchod části elit, populační propad v důsledku dlouhé války, hladomorů a epidemií) i majetkově (pobělohorské konfiskace, které převedly majetky na katolické rody, často zahraničního původu). Země byla v rámci habsburské říše i Evropy politicky periferizována. Navíc vítězství konzervativních sil v Rakousku způsobilo později zpoždění celé střední Evropy při zavádění hospodářských novinek souvisejících s nástupem kapitalismu, který měl kořeny v západní Evropě (zejména v Británii, Nizozemsku, částečně v některých italských městských státech).
V českých zemích i v dalších oblastech habsburské monarchie při rozvoji kapitalismu a industriální společnosti hrála významnou roli ideologie merkantilismu. Klíčovými jejími představiteli v Rakousku byli Joachim Becher, Wilhelm von Schröder a také Philip Wilhelm von Hörnigk. Posledně jmenovaný silně ovlivnil i hospodářský vývoj v českých zemích, když roku 1684 vydal spis Oesterreicher über alles, wann es nur will, kde navrhoval novou hospodářskou soustavu habsburského soustátí s tím, že jeho jednotlivé země by se specializovaly na určitou oblast – pro české země doporučil specializaci na textilní průmysl. K ní do jisté míry také došlo, první manufaktury v českých zemích byly skutečně textilní – již v roce vydání Hörnigkovy brožury byla založena ta první, v Soběchlebech u Teplic. Založili ji jezuité a nebyla příliš úspěšná. V 90. letech však začaly vznikat další, například roku 1697 vznikla punčochářská manufaktura v Oseku u Duchcova. Tu založil místní klášter, roku 1707 pak další a ještě významnější (na výrobu tzv. cajku). Typickou pro rozvoj českého textilního průmyslu v této době byla tzv. rozptýlená manufaktura (tkalcovské stavy se nenacházely v jedné budově, do níž by docházeli dělníci, ale v jednotlivých chalupách). Tím si rodící se české dělnictvo zachovávalo venkovský a polozemědělský charakter, což pro něj ostatně bylo typické ještě velmi dlouho. Typické rovněž bylo, že zakladateli manufaktur nebyli měšťané jako na západě, ale církevní kruhy a šlechtici – roku 1715 například založil hrabě Valdštejn manufakturu na jemné sukno v Horním Litvínově. Ta již byla ovšem centralizovaná do jedné budovy a připomínala skutečně továrnu typickou pro éru průmyslové revoluce.
Důležitým aspektem merkantilistické ideologie byla snaha oslabit roli cechů, které byly páteří hospodářství měst ve středověku. Klíčová opatření k oslabení role cechů přišla v listopadu 1731 a v lednu 1739 (tzv. generální cechovní artikule). Cechy začaly plně podléhat státu a jejich regulační role se postupně vytrácela.

## Rozbití feudálních vazeb a osvícenský absolutismus

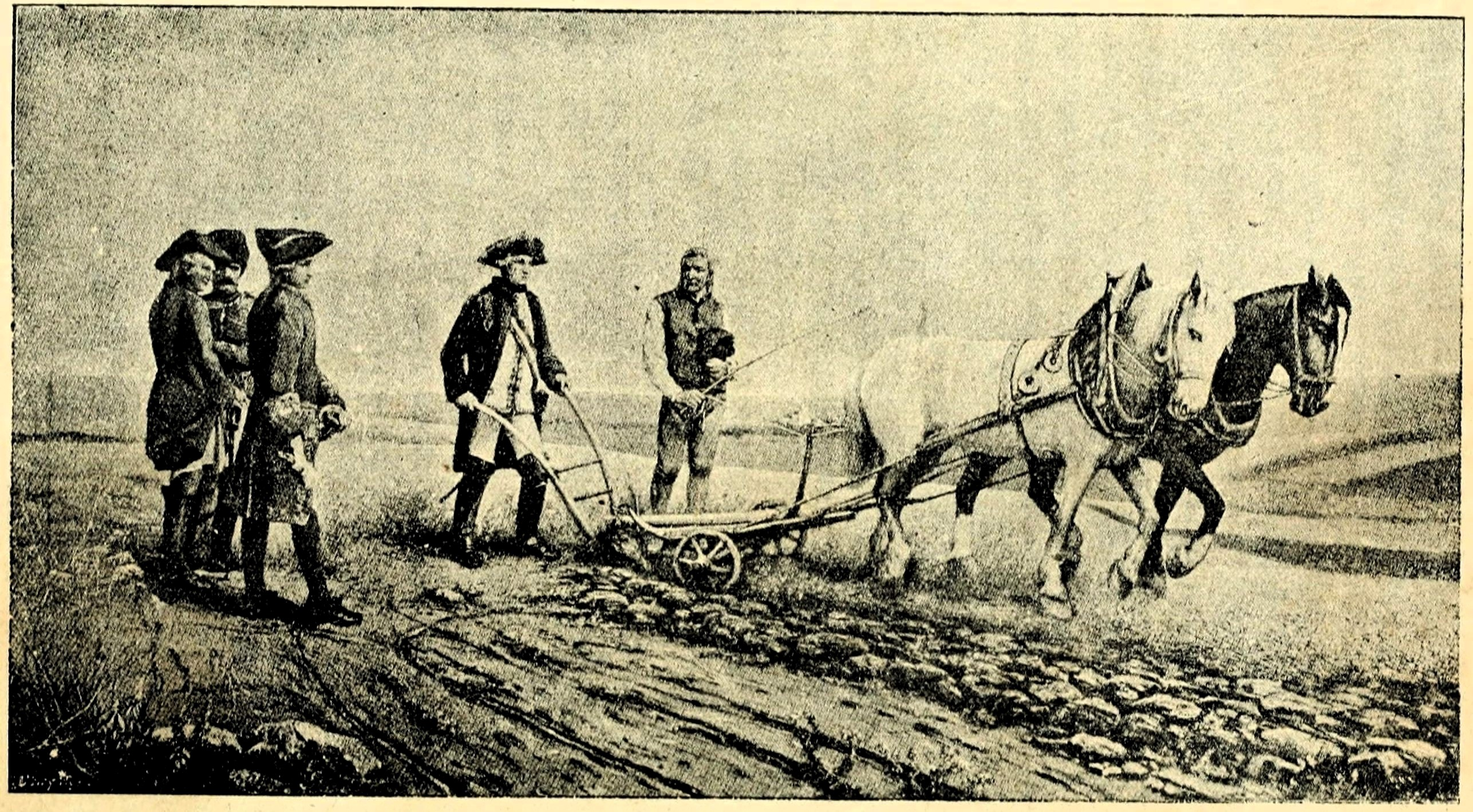
Josef II. se rád prezentoval jako přítel sedláků

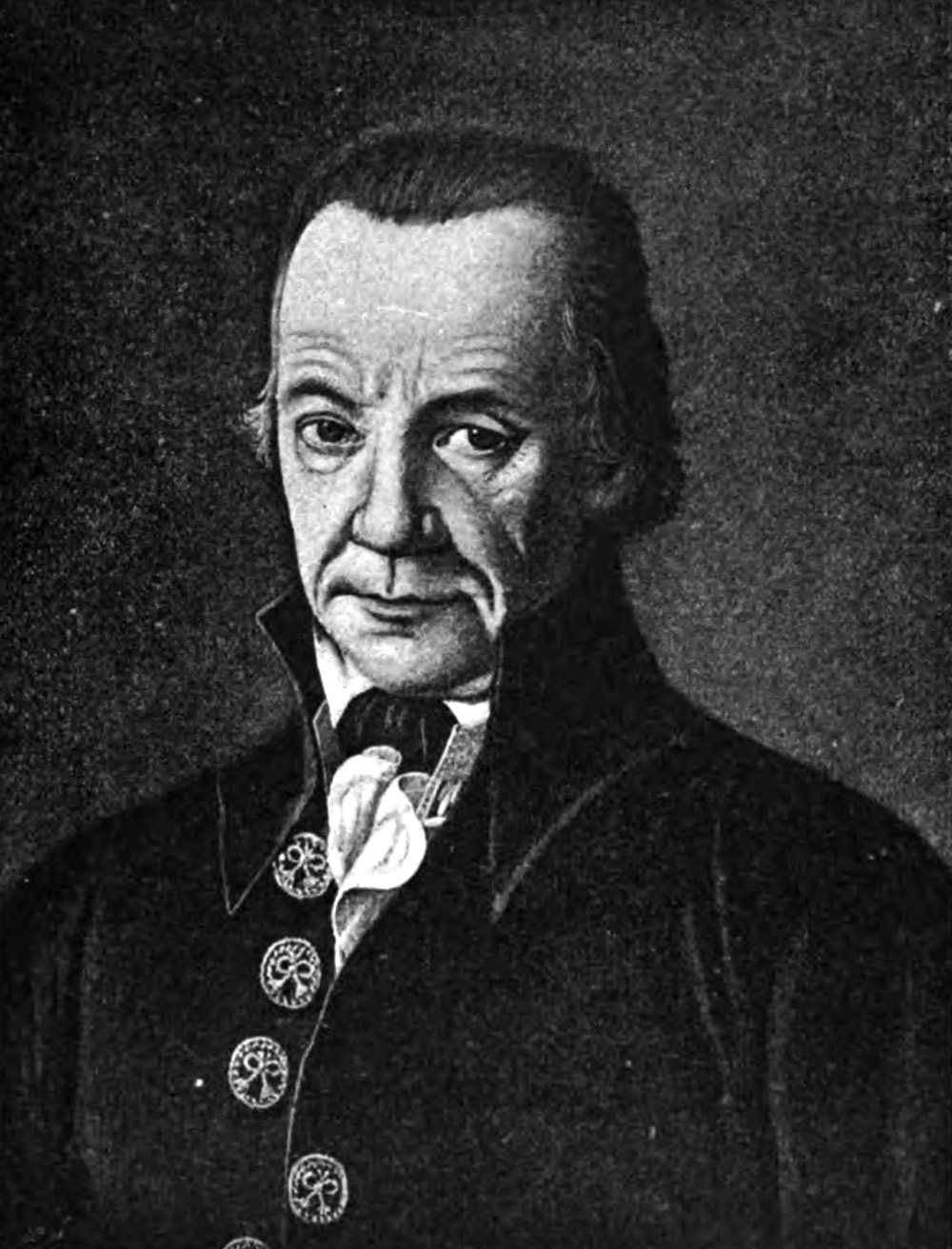
Johann Josef Leitenberger, první významný německo-český měšťanský podnikatel

Navzdory výše uvedeným merkantilistickým reformám, na konci vlády konzervativního Karla VI. již bylo zaostávání Rakouska za západními zeměmi velmi patrné. Karlovi nástupci Marie Terezie a Josef II. se proto rozhodli k významným hospodářským reformám (tzv. osvícenský absolutismus). Některé novinky, které na západě vznikaly živelně, se osvícenští panovníci snažili nadekretovat „shora“.
Marie Terezie se soustředila na oslabení tradičních feudálních struktur, zejména na venkově. Šlo zejména o tzv. raabizaci, tedy reformu navrženou a provedenou rakouským ekonomem a dvorním radou Františkem Antonínem Raabem. Šlo o souběžnou poddanskou a pozemkovou reformu, jejímž cílem bylo zefektivnit zemědělskou výrobu a zvýšit porodnost. Ideou bylo rozdělit vrchnostenské statky na raabizovaném panství mezi sedláky, kteří by byli na pozemku v dědičném nájmu, stali by se emfyteuty. Tím by odpadla robota a sedláci by místo ní odváděli vrchnosti peněžité (případně naturální po desetiletém odstupu) dávky. Velkostatky by tak nahradilo mnoho malých statků, jejichž velikost by odpovídala zhruba potřebám jedné rodiny, proto byli tito sedláci často nazýváni familianti. Na panstvích, kde mnoho půdy leželo ladem, byla raabizace spojena s kolonizací, příchodem nových familiantů, kteří byli osvobozeni od roboty a požívali např. dočasných úlev z platby nájmu. Nejprve byla reforma vyzkoušena na zkonfiskovaných panstvích jezuitského řádu v Žirči a v Žacléři (1775). Poté provedena v Čechách na celkem 105 panstvích komorních a ex-jezuitských; ostatním panstvím byla pouze doporučena. Nejvíce byla uplatněna v blízkosti ohnisek selských bouří ve východních Čechách. Po vyzkoušení v Čechách byla raabizace provedena v Dolních Rakousích (1775), na Moravě (1777), ve Štýrsku (1778) a v Haliči (1782). Dvorním dekretem z 10. února 1783 byla nařízena na všech statcích pod dozorem a správou státu. V důsledku raabizace byl výrazně zvýšen počet selských usedlostí, došlo k zvýšení zemědělské výroby i růstu porodnosti. Celkem vzniklo v rámci raabizace v Čechách 128 nových vesnic a na Moravě 117. Reforma ale zavedla nerovnost mezi poddané nájemce půdy, která se projevila při postupném vykupování se z roboty v průběhu 19. století. Raab se však netěšil přízni Josefa II. a jeho reformy byly císařem roku 1790 zastaveny.
Dalším významným reformním krokem Marie Terezie byl robotní patent z roku 1775. Robotu patent odstupňoval podle výše kontribuce (pozemkové daně), kterou poddaní platili státu. Marie Terezie patentem reagovala na kritickou neúrodu a následný hladomor v letech 1770–1772 a nevolnické povstání z roku 1775. Patent stanovil délku robotního pracovního dne na 8 hodin v zimě, 12 hodin v létě, včetně přestávky na oběd. Rozdělil poddané do jedenácti tříd podle majetku. Nejnižší robotní povinnost podle tereziánského patentu byla stanovena na 13 dní ročně, nejvyšší byla tři dny týdně. Poddaní se mohli rozhodnout i pro stará pravidla roboty před rokem 1775. Rejstříky ze všech panství byly uchovávány c. k. zemskou správou a byly základem robotní výměry až do roku 1848, kdy byla robota definitivně zrušena. Patent ulevil hlavně sedlákům, jimž robotních povinností ubylo často až o polovinu.
Josef II. v reformách pokračoval. Hospodářsky nejvýznamnějším byl patent o zrušení nevolnictví z roku 1781, který pro české země zrušil bezprostřední osobní závislost poddaných na vrchnosti. Poddaní tak nově získali právo uzavírat manželství bez souhlasu vrchnosti, svobodně se stěhovat, odcházet pracovat i studovat mimo hranice panství. Robotní, naturální a peněžní závazky rolníků vůči feudálním pánům však zůstaly v platnosti až do roku 1848. Vydání patentu mělo značný význam pro hospodářský rozvoj Česka v 19. století. Byl to také jeden z faktorů, který ovlivnil české národní obrození, když zvýšil mobilitu obyvatelstva a umožnil přesun venkovského obyvatelstva (zhusta česky mluvícího) do velkých měst (na konci 18. století silně germanizovaných). Na Slovensku byl podobný patent vydán roku 1785.
Robota byla v českých zemích definitivně zrušena roku 1848. To můžeme považovat za symbolický definitivní konec feudálního hospodářského systému.
Tereziánsko-josefínské reformy se ovšem netýkaly jen zemědělství a venkova. Roku 1750 byla ve všech habsburských zemích zavedena jednotná měna (jedna vídeňská marka se rovnala 12 tolarům a 24 zlatým). Roku 1753 pak byla dohodnuta společná měna s Bavorskem, tzv. kolínská marka (někdy nazývána též konvenční měna). Roku 1763 tuto měnu přijalo i Sasko.
Roku 1752 byl vydán nový celní řád pro české země. Odstranil celní poplatky mezi Čechami, Moravou a Slezskem, což bylo progresivní a šlo o tradiční merkantilistický požadavek, nicméně přesně v duchu merkantilistického ideálu ekonomiky uzavřené a vyvážené v jednom státě nový celní řád též zaváděl vysoká cla na dovoz zboží. V představách merkantilisticky orientovaných národohospodářů bylo třeba české výrobce ochránit před dovozem zboží zejména z Pruska. V tomto smyslu zůstal merkantilistou i Josef II., když roku 1784 zakázal dovoz všech zahraničních výrobků, od čehož si sliboval rozvoj domácí průmyslové výroby.
Dalším typickým rysem průmyslového vývoje v Rakousku bylo, že to byl stát, kdo inicioval zakládání klíčových institucí, včetně hospodářských komor. V českých zemích to byla roku 1769 Společnost orby a svobodných umění v Království českém, později (1788) přejmenovaná na Vlastenecko-hospodářskou společnost v Praze. Jejím prvním prezidentem byl hrabě František Pachta z Rájova. Měla zpočátku velkostatkářský charakter, ale stále více se soustředila i na šíření techniky – v zemědělství (zejména v té době oblíbené hnojení sádrou), ale i jinde. Důležité též bylo, že iniciovala i rozvoj hospodářských a úřednických škol (významné byly řemeslnické školy, které vznikaly od roku 1835, nejprve na Zbraslavi, později v Krásné Lípě, v Křivoklátě aj.) Další významnou podobnou institucí byla Moravskoslezská společnost k povznesení orby, přírodovědy a vlastivědy v Brně. Typické bylo, že Jednota k povzbuzení průmyslu v Čechách, jež vznikla v další éře, roku 1833, již vznikla „zezdola“, iniciativou šlechticů podnikajících v průmyslu. Roku 1842 se Jednota otevřela i podnikajícím měšťanům. Roku 1850 začaly vznikat obchodní a živnostenské komory, v českých zemích jich vzniklo 57.
Z tereziánských reforem, které měly – byť nikoli bezprostředně – dopad na hospodářský vývoj nutno zmínit též zavedení povinné školní docházky (od 6 do 12 let) roku 1774. Autory reformy byli Franz Karel Häling a Jan Ignác Felbiger. V Čechách ji organizoval Ferdinand Kindermann. Reforma rychle zvýšila gramotnost v populaci celé monarchie, čímž Rakousko předběhlo i mnoho vyspělejších západních zemí (zejm. například Británii). Mělo to dopady hospodářské – vzdělanější a vzdělavatelnější pracovní síla, politické – organizovanější dělnické hnutí, i kulturně-politické – možnost postavit proces českého národního obrození na nižších a venkovských vrstvách.
I v tereziánsko-josefínské éře se v českých zemích rozvíjel především textilní průmysl. Roku 1763 hrabě Josef Bolza založil bavlnářskou manufakturu v Kosmonosích, jejíž výroba byla propojena s bělidlem, valchou, barvírnou a tiskárnou v Josefově Dole a nakonec i třemi přádelnami na Valdštejnově mnichovohradišťském panství. V tomto „koncernu“ pracovalo brzy 4000 lidí. Tyto výroby, založené ještě typicky šlechtici, však nakonec získal měšťan Johann Josef Leitenberger, který vlastní podnik založil roku 1770 ve Verneřicích (kartounka) a v Praze (přádelna). Do konce 18. století odkoupil i podniky Bolzovy a Valdštejnovy, v 19. století byl Leitenbergerův podnik největší textilkou v Česku, rozmach zažil zejména poté, co roku 1797 jako první textilka v celém Rakousku nakoupil anglické spřádací stroje (strojní výroba začala nejprve v závodě ve Verneřicích u Děčína). Byl to symptom procesu, během nějž ve vývoji průmyslové a kapitalistické společnosti začala i v Rakousku hrát hlavní roli měšťanská třída (jako tomu bylo na západě Evropy). Leitenbergerův vnuk Eduard mimochodem později vynalezl stroj na potiskování tkanin, jemuž se říkalo leitenbergina.

## 1. polovina 19. století: průmyslová revoluce

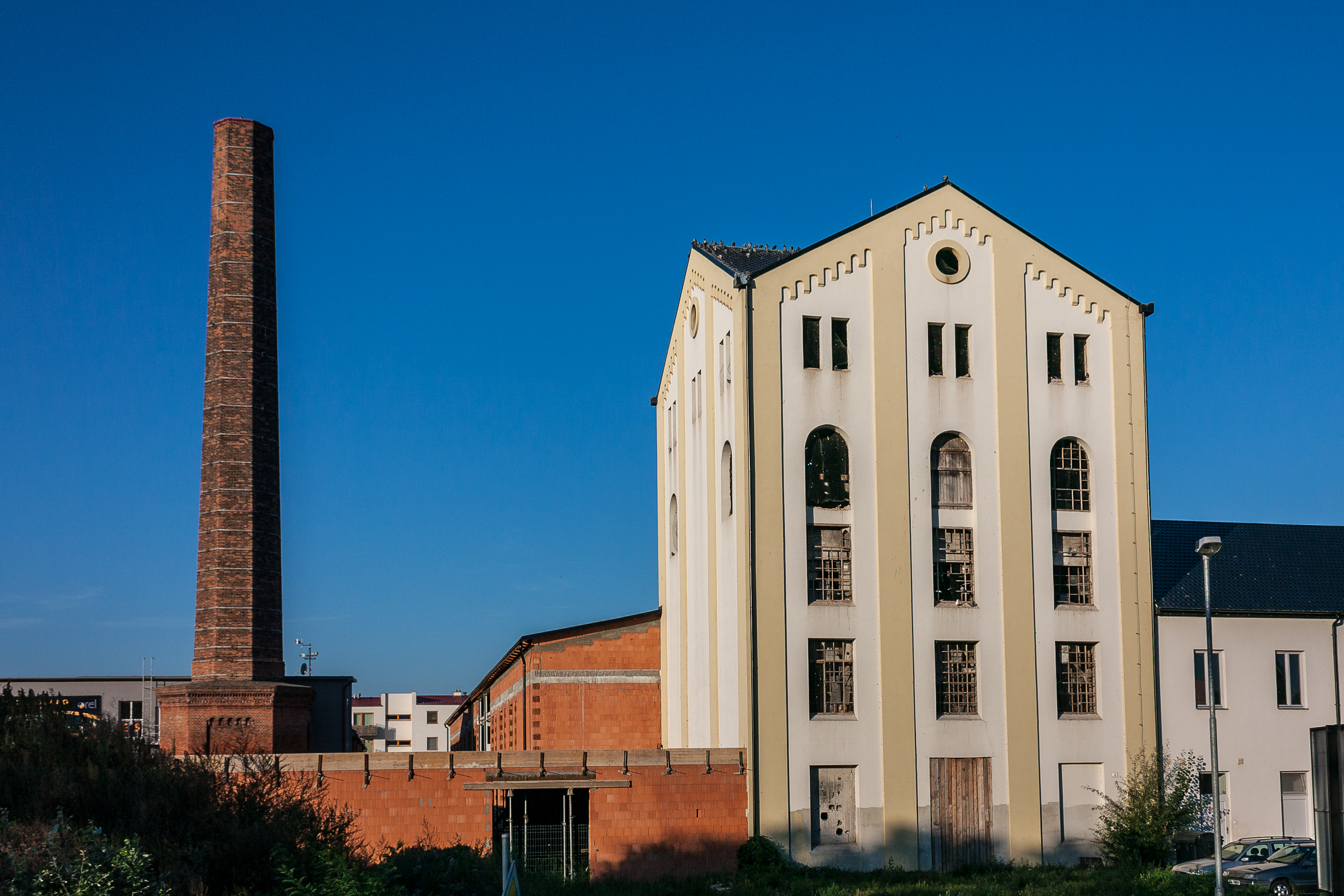
Cukrovar v Židlochovicích, zaváděl v Česku difuzi a byl i první továrnou s elektrickým osvětlením

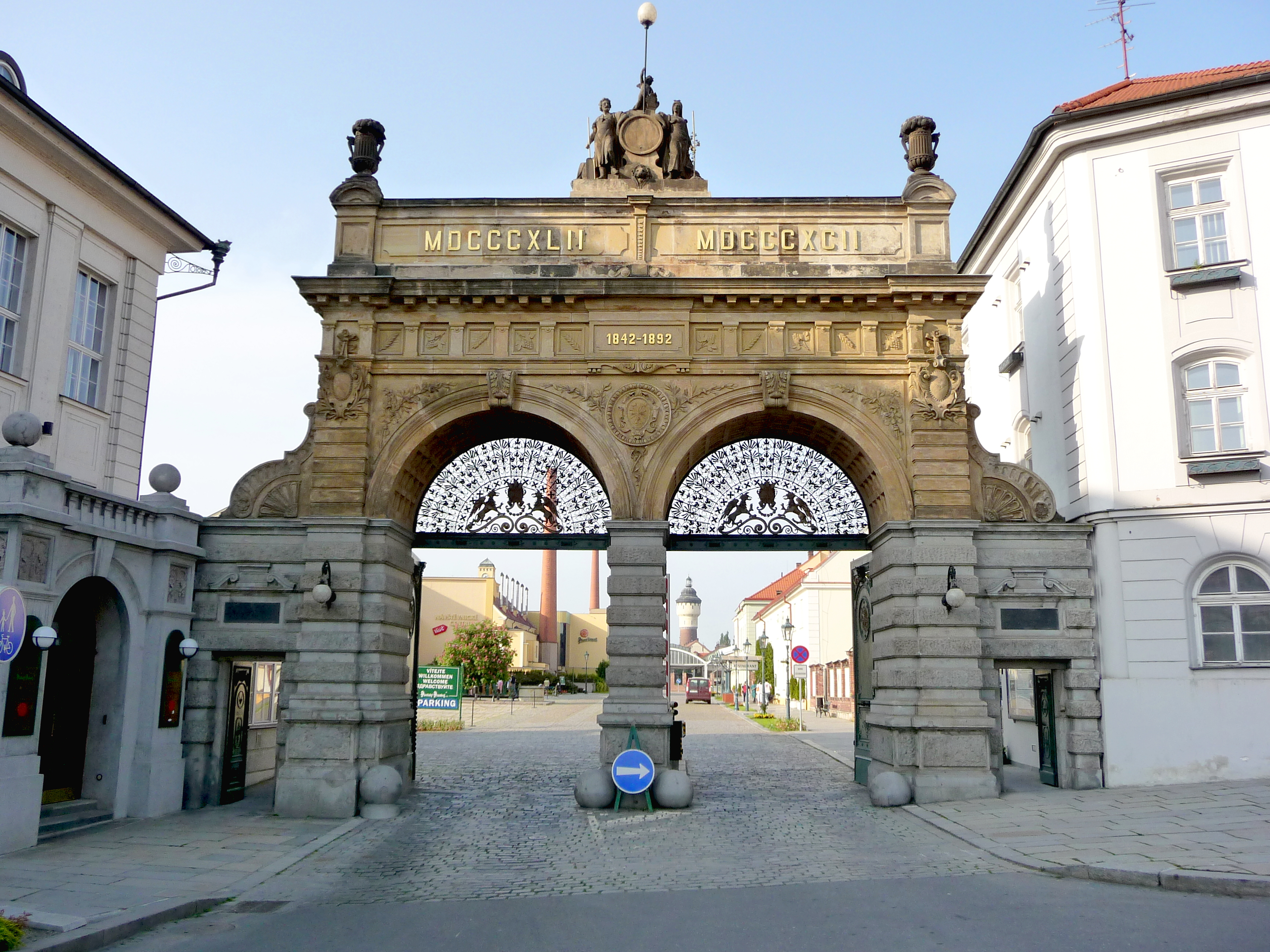
Proslulá hlavní brána pivovaru Prazdroj v Plzni

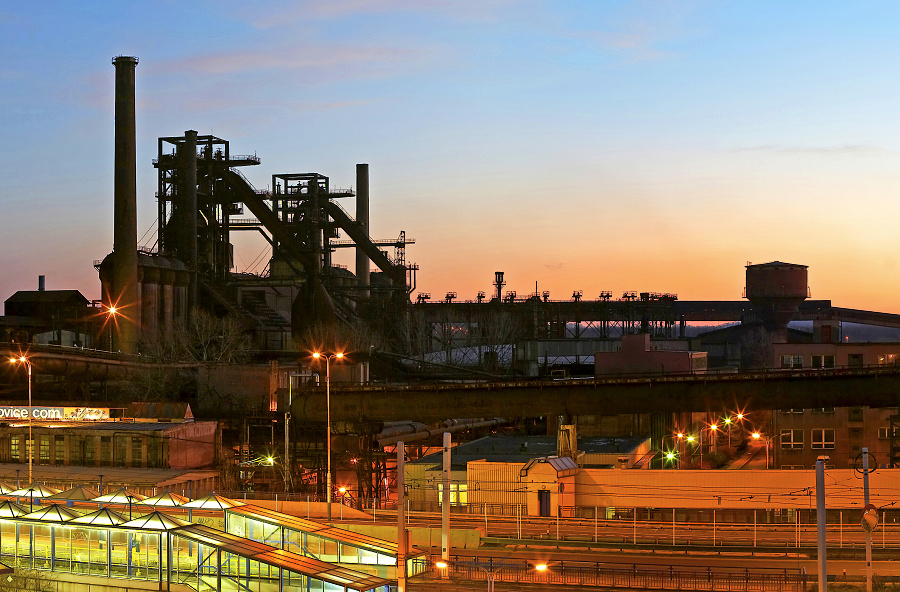
Vítkovické železárny, dnes národní kulturní památka Dolní oblast Vítkovice

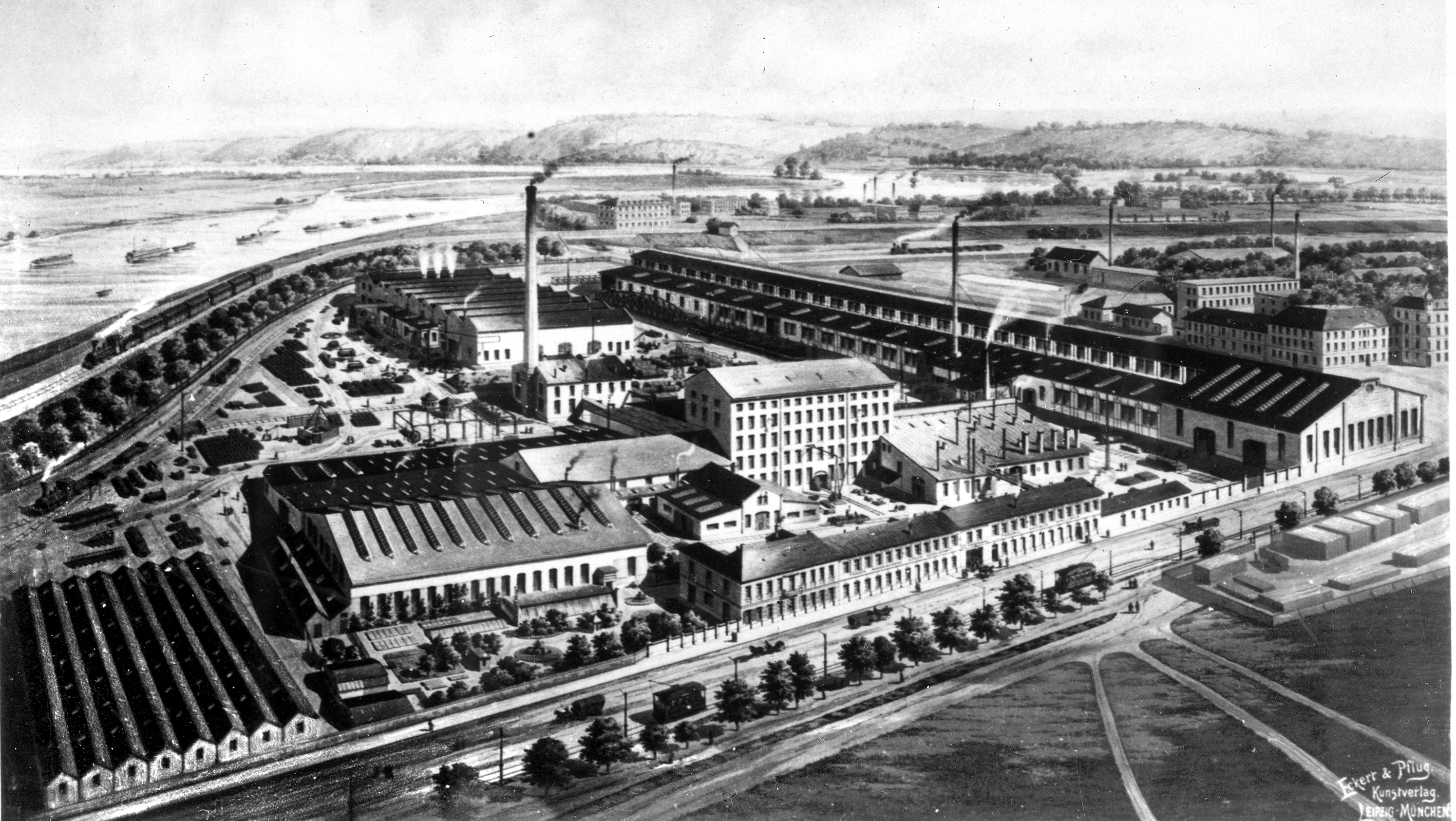
První strojírna v Praze – Rustonka (Takto ovšem vypadal areál až kolem roku 1900)

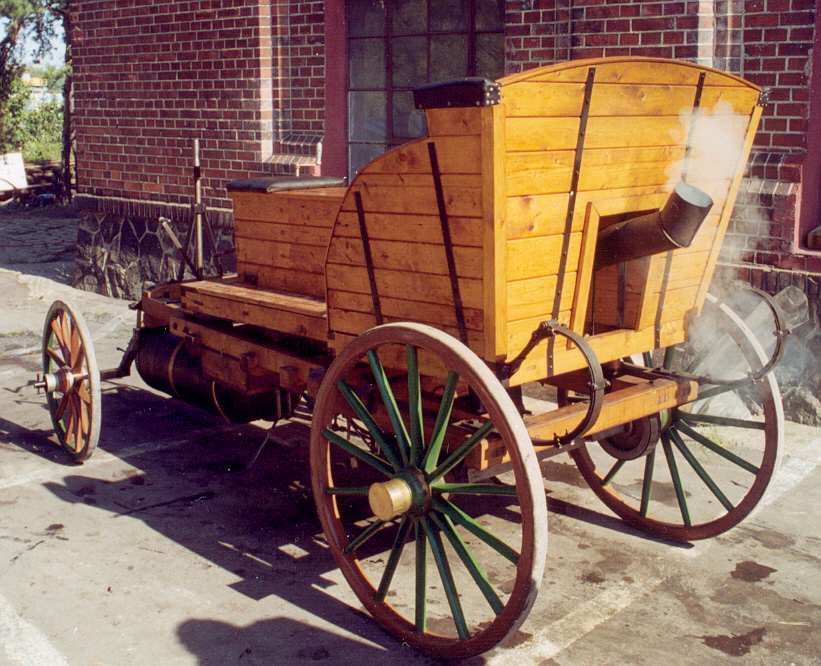
Replika parovozu Josefa Božka

Vláda Josefa II. skončila roku 1790. Moci se ujaly mnohem konzervativnější síly, nicméně průmyslový rozvoj to již zastavit nemohlo. Začal proces, jemuž se někdy říká průmyslová revoluce.
V Čechách se začal průmysl více diferencovat a objevila se nová odvětví: roku 1787 byla na Zbraslavi založena první rafinerie třtinového cukru v českých zemích (vídeňskými a pražskými bankéři, konkrétně firmami Johann Fries & Co. a Karl Anton Ballabene & Schindler). Ve stejném roce vznikl další cukrovar v Novém Dvoře u České Skalice. První řepný cukrovar založil roku 1801 hrabě Rudolf Jan z Vrbna v Hořovicích. Ten sice brzy zkrachoval, následovaly ovšem další řepné cukrovary, mimo jiné i díky tzv. kontinentální blokádě za napoleonských válek: Žáky u Čáslavi (1810), Čáslav (1811), Liběchov u Mělníka (1811), Chlumec u Ústí nad Labem (1811). Konec napoleonských válek a obnova importu sice odvětví poškodily, ale od 20. let 19. století začal nový rozkvět: Kostelní Vydří u Dačic (1829), Chudenice u Klatov (1830), Dobrovice u Mladé Boleslavi (1831), Malá Chuchle (1831), Suchdol u Kutné Hory (1832) atp. Ve 30. letech 19. století pak došlo k průlomové inovaci, když podnikatel Karl Weinrich a chemik Friedrich Kodweis vymysleli nový způsob čištění řepné šťávy za pomoci kyseliny sírové, který získal označení „česká práce“. Cukrovarnictví se stalo rychle významným českým průmyslovým odvětvím. V druhé polovině 19. století ho ovlivnily nové techniky saturace a difuze (zavedena prvně v cukrovaru v Židlochovicích).
Roku 1789 začal v Hájích u Horního Slavkova vyrábět rolník Franz Haberditzl porcelán. Pokusil se vytvořit podnik z podílníků – dalších rolníků – v čemž neuspěl. Ale výroba porcelánu se uchytila – roku 1791 založil v Horním Slavkově první regulérní porcelánku v českých zemích měšťan Johann Georg Paulus. Roku 1792 zde zprovoznili první pec na porcelán. Další porcelánky vznikly brzy v Praze (1791), v Klášterci nad Ohří (1793), v Týnci nad Sázavou (1793) atd.
Začalo se rovněž rozvíjet – jakkoli tradiční – pivovarnictví. Významnou roli v možnosti proměnit pivovarnictví v klasickou průmyslovou výrobu sehrál spis sládka Františka Ondřeje Poupěte, který vydal roku 1794 v Praze (Die Kunst des Bierbrauens physichs-chemisch-ökonomisch beschrieben). Poupě mj. zavedl v českém pivovarnictví užití teploměru, areometru, odkličování sladu, nový způsob chmelení a další inovace. Roku 1842 byl v Plzni založen měšťanský pivovar (budoucí Prazdroj), jeden z nejúspěšnějších podniků. 5. 10. 1842 v něm sládek Josef Groll uvařil první pivo plzeňského typu na světě. Ve druhé polovině 19. století celé české pivovarnictví ovlivnila nová technika tzv. spodního kvašení, která se stala pro české pivo zcela typickou, ba definiční.
Také další tradiční obor, sklářství, byl obohacen, když roku 1832 novoborský sklář Friedrich Egermann vymyslel barvení skla tenkou povrchovou vrstvou červené barvy, tzv. červenou lazuru. Kolem roku 1840 mu byl jeho recept ukraden a technika se široce rozšířila.
Již zavedený textilní průmysl se masivně mechanizoval. Roku 1801 byl v bavlnářském závodě ve Varnsdorfu prvně užit létací člunek. Roku 1805 byl užit v soukenické výrobě v Liberci. To znamenalo technologickou revoluci. Ještě roku 1799 bylo v Čechách 40 000 ručních přadláků bavlny, ve 30. letech 19. století jich bylo již pouze 2000. Roku 1804 byl v brněnské manufaktuře Henricha Friedricha Hopfa a Johanna Gottfrieda Bräunlicha zaveden první spřádací stroj na vlnu v Česku. Stroj byl vyroben přímo v Brně irskými mechaniky Johnem Stapletonem a Samuelem Diekym, které brněnští podnikatelé pozvali z Vídně (zajímavostí je, že stroj vyrobili podle nákresů získaných průmyslovou špionáží hraběte Hugo Franz Salm-Reifferscheida a lékárníka Vinzenze Petkeho). Roku 1807 vznikla v Brně první strojní přádelna vlny. Ve Varnsdorfu se zase roku 1803 rozjel strojový potisk tkanin (v kartounce Josefa a Franze Stollových). Centry mechanizovaného vlnařství se stalo Brněnsko („moravský Manchester“) a Liberecko, strojová výroba zde byla široce rozšířena zhruba ve 20.–30. letech 19. století. Největším závodem na Liberecku byla přádelna bavlny a vlny v Liberci, kterou roku 1806 založil hrabě Christian Christoph Clam-Gallas, aby ji posléze vlastnil bankovní dům Ballabene a roku 1828 ji odkoupil měšťan Johann Liebieg. Pod jeho vedením se stala největším podnikem na výrobu vlny v celém Rakousku. První strojní tkalcovna bavlny vznikla v Novém Světě u Jablonce nad Nisou roku 1834, v podniku Josefa Herziga, první mechanizovaná přádelna lnu v Mladých Bukách u Trutnova, v továrně Johanna Faltise. Další takové vznikly brzy v Šumperku (1839), Českém Krumlově (1839) a Skuhrově nad Bělou (1840).
V roce 1803 byl v barvírně soukenické manufaktury Johan Georg Berger & Co. ve Stráži nad Nisou použit první parní kotel, který zde sloužil k zahřívání barvící břečky v kádích. Další parní kotel byl ještě téhož roku instalován v bavlnářské manufaktuře Josefa Hanische ve Varnsdorfu. Roku 1807 se v českých zemích prvně objevil také parní stroj, tento zásadní vynález a symbol celé průmyslové revoluce. Byl zkonstruován jakožto učební pomůcka profesorem pražské polytechniky Františkem Josefem Gerstnerem. Kovové části stroje byly vyrobeny ve Vrbnových železárnách v Komárově u Hořovic, ale nefungoval dobře. Roku 1810 hrabě Georg Franz Buquoy sestrojil na Červeném hrádku u Jirkova jednoduchý atmosférický, převážně dřevěný parní stroj (17 HP). Stroj stále zdokonaloval a roku 1813 ho prvně užil v průmyslu, k čerpání důlních vod ve svém hnědouhelném dole v Otvicích u Jirkova. Další, zdokonalenou verzi Buquoy použil ve své sklárně v Novém Domě u Hory svatého Šebestiána. Použil ho zde k pohonu stoupy. Celkem Buquoy sestrojil pět parních strojů. Nicméně, vývoj v západních zemích ho dosti předběhl a všechny Buquoyvy stroje byly ve své době již zastaralé. Skutečně „výkonný“ parní stroj (cca 5 koní) užil brněnský továrník Christian Wünsch roku 1814 ve své soukenické továrně. Poháněl zde čtyři mykací stroje, tři stroje postřihovací a valchu se šesti kladivy. Konstruktérem byl skotský mechanik John Baildon. Roku 1817 začal další parní stroj pracovat v další brněnské textilní továrně. Podnikatel Johann Heinrich Offermann ho zakoupil ve strojírně Hague&Topham v Londýně. Roku 1823 dorazil moderní parní stroj (výrobek strojírny Friedrich Harkort z Wetteru u Dortmundu) i do Čech, byl instalován v přádelně bavlny Josefa Kittela v Markvarticích u Jablonného. Poháněl zde 36 strojů. Ve 20. a 30. letech začalo parních strojů v továrnách houfně přibývat, roku 1841 jich v českých zemích již pracovalo 156. Veřejnost se s párou seznamovala ale i jinak: roku 1815 mechanik z pražské polytechniky Josef Božek předvedl v Královské oboře v pražské Bubenči parovůz, který sám sestrojil. Ve stejné době podobný vůz sestrojil Božkův konkurent Josef František Brunich, avšak nedostal od úřadů povolení k veřejné produkci. Za dva roky na to Božek podobně předvedl první parní loď, a to u Císařského mlýna v Bubenči. I v tomto případě šlo o vlastní Božkovu konstrukci. Loď poháněla dvě lopatková kola poháněná parním strojem za pomoci zalomené hřídele. Adjunkt stavebního úřadu v Nižboru u Berouna Václav Mareš v té době sepsal memorandum (své fürstenberské vrchnosti), v němž navrhl široké využití parního stroje – k pohonu lodí na Berounce, k pohonu dmychadel vysokých pecí i k pohonu hamrů a pil.
Již roku 1807 byla v auersperském chemickém podniku v Kukavci u Chrudimi poprvé v českých zemích vyrobena komorová kyselina sírová. Zařízení na výrobu kyseliny se objevila i v Předlicích u Ústí nad Labem. Tím byly položeny základy chemického průmyslu, který v české hospodářské soustavě hraje významnou roli dodnes. Jak již uvedeno, výroba kyseliny sírové silně ovlivnila cukrovarnictví.
Dalším pilířem rodícího se českého průmyslu se rychle stával těžký průmysl. Roku 1821 bylo v českých zemích (ale i celé monarchii) prvně vytaveno železo kamenouhelným koksem, a to v železnárnách hraběte Kašpara Šternberga v Darové u Rokycan. Téhož roku vznikla první česká válcovna v železárnách Vincenze Tlacha a Vincenze Keila v Ondřejovicích u Zlatých hor. Rychle vznikaly i další válcovny: Blansko (1823), Tihava u Hořovic (1823), Ludvíkov u Vrbna pod Pradědem (1827), Šindelová u Kraslic (1830), Vítkovice (1831). Do roku 1841 jich vzniklo šestnáct. Roku 1828 byly založeny velmi důležité železárny ve Vítkovicích, a to olomouckým arcibiskupem arcivévodou Rudolfem (proto se původně jmenovaly Rudolfova huť). Podnik proslul tím, že byl na čele při zavádění technologických novinek. Proto zde také roku 1830 vznikla první pudlovna v českých zemích a roku 1836 první koksová vysoká pec (další tamtéž roku 1838). Nahrazení dřevěného uhlí kamenouhelným koksem a hnědým uhlím bylo typickým rysem nové fáze průmyslové revoluce (někdy se hovoří o druhé či uhelné fázi a upozorňuje se na to, že letech 1834–1849 v českých zemích stoupla těžba uhlí 3,5×). Vítkovické železárny roku 1843 koupil vídeňský bankéř Salomon Mayer Rothschild. Šlo o největší investici slavného rodu Rothschildů v českých zemích.
Ve stejné éře má kořeny český strojírenský průmysl. První moderní strojírna vznikla roku 1821 ve Šlapanicích u Brna, jejím zakladatelem byl původně württemberský strojař Heinrich Alexander Luz. Roku 1836 ji přestěhoval do Brna, kde fungovala pod názvem H. A. Luz. Roku 1821 vznikla v Brně další, Bracegirdleova strojírna, čímž byl posílen průmyslový charakter Brna (roku 1872 se obě firmy sloučily a vznikla mohutná První brněnská strojírna). Významné strojírny vznikaly též na Liberecku (1829 v Liberci, 1830 ve Starém Harcově). Průkopníkem pražského strojírenství byl Angličan Joseph Ruston, který roku 1832 v Libni založil továrnu známou jako Rustonka. Rozvoj strojírenství dynamizoval celé hospodářství, neboť stroje se již nemusely dovážet a jejich výroba iniciovala vznik dalších průmyslových oborů v českých zemích.
Novým průmyslovým odvětvím se stalo papírenství, roku 1833 vznikla první papírna v českých zemích v Císařském Mlýně v pražském Bubenči. Založili ji bratři Anton a Wenzel Schallowtzové. Brzy vznikly další papírny: Hostinné (1835), Vrané nad Vltavou (1837), Březiny u Děčína (1838), Horní Kamenice (1840).
Opatrně se začal rozvíjet též domácí finanční sektor. Roku 1825 vznikla první česká spořitelna Spořitelna česká, z iniciativy lékárníka Karla Helly a městského hejtmana Josefa Hocha. Roku 1827 vznikla první česká pojišťovna Česká vzájemná pojišťovna, již založili šlechtici Franz Josef Wrtby a Josef Matthias Thun. Po jejím vzoru brzy vznikla i Moravskoslezská vzájemná pojišťovna.

## 2. polovina 19. století: komunikace, elektřina, nové stroje

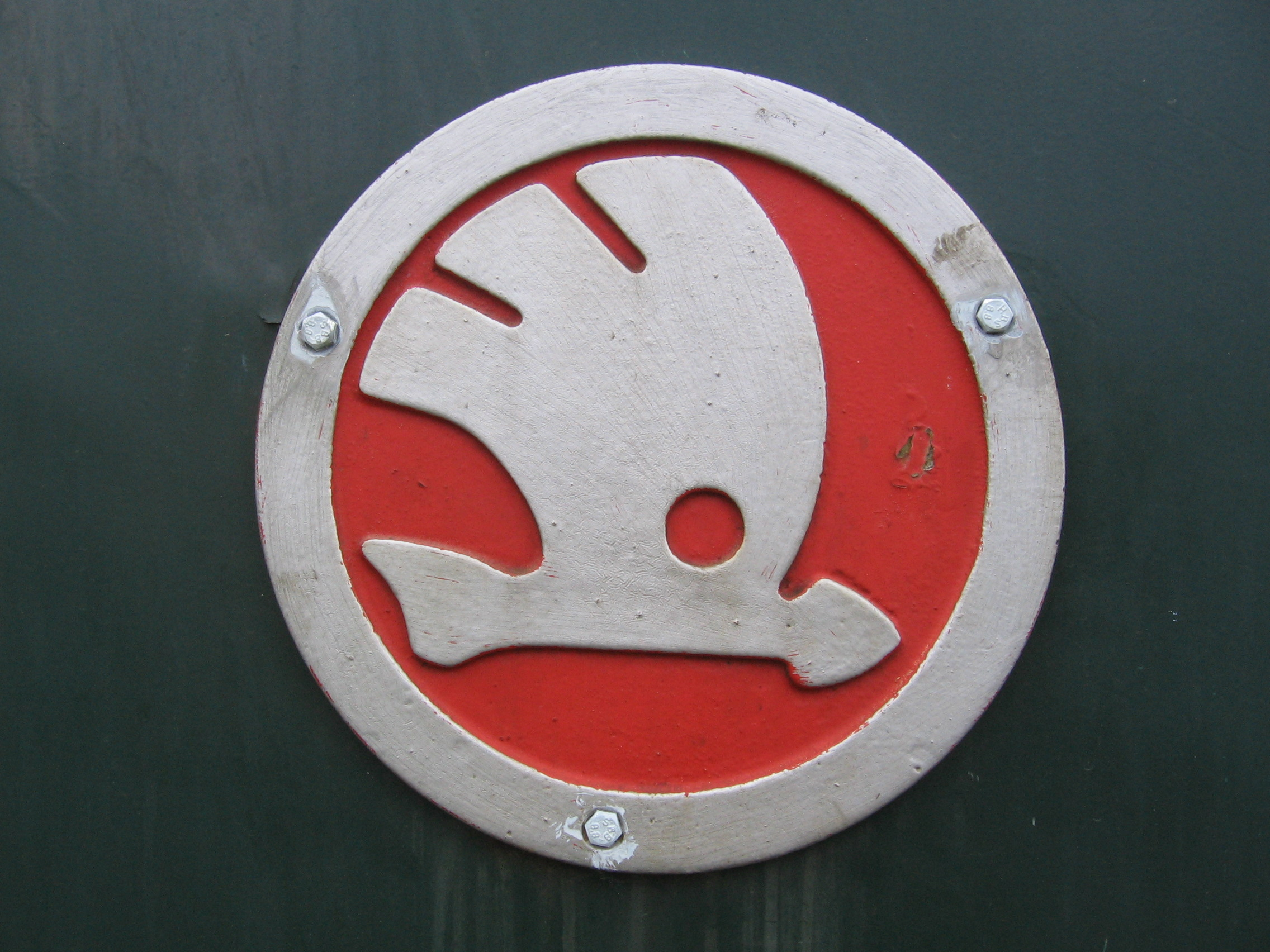
Proslulý okřídlený šíp, nejprve symbol Škodova strojírenského podniku v Plzni, později i automobilky v Mladé Boleslavi

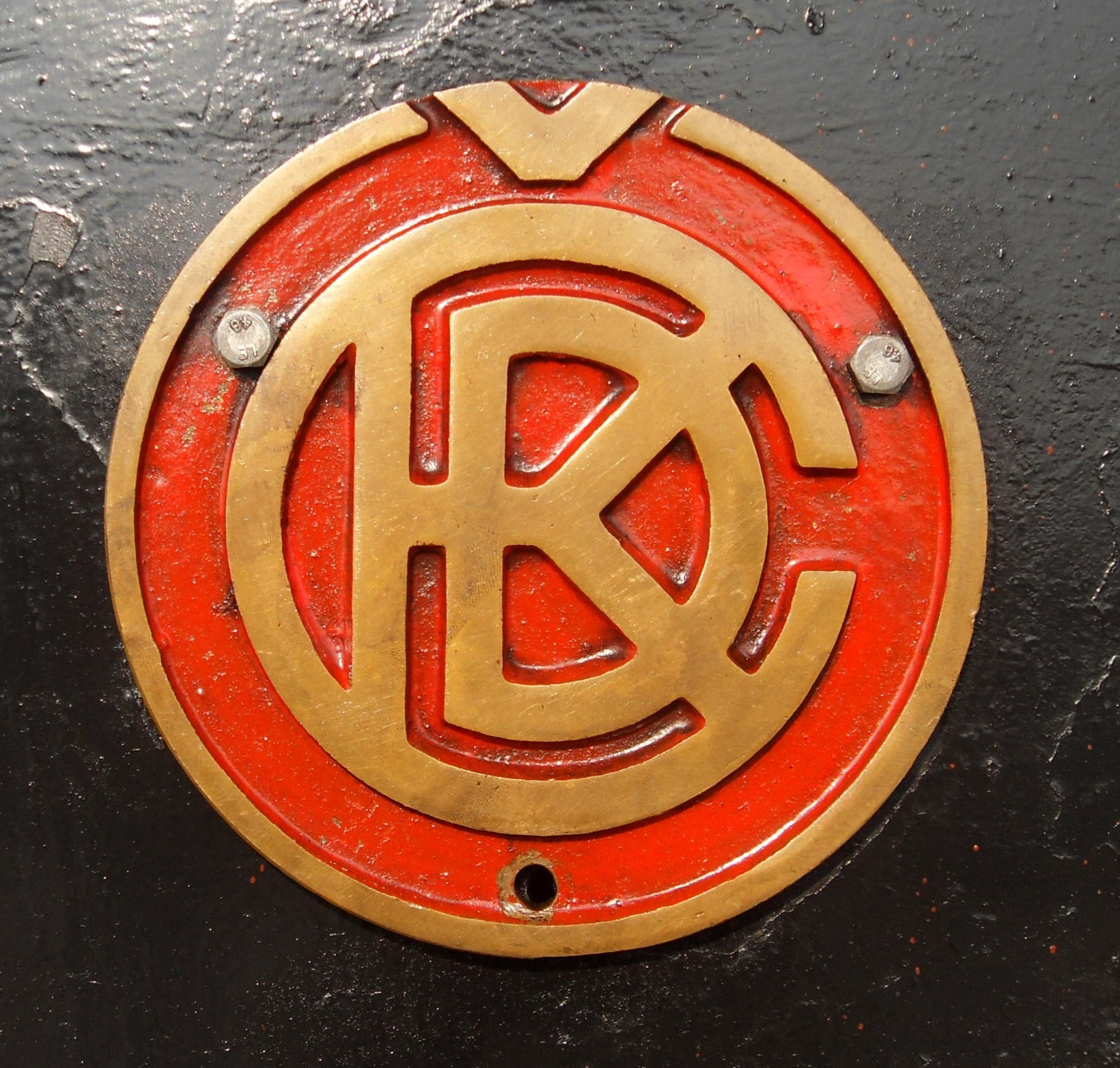
Neméně slavná značka: ČKD

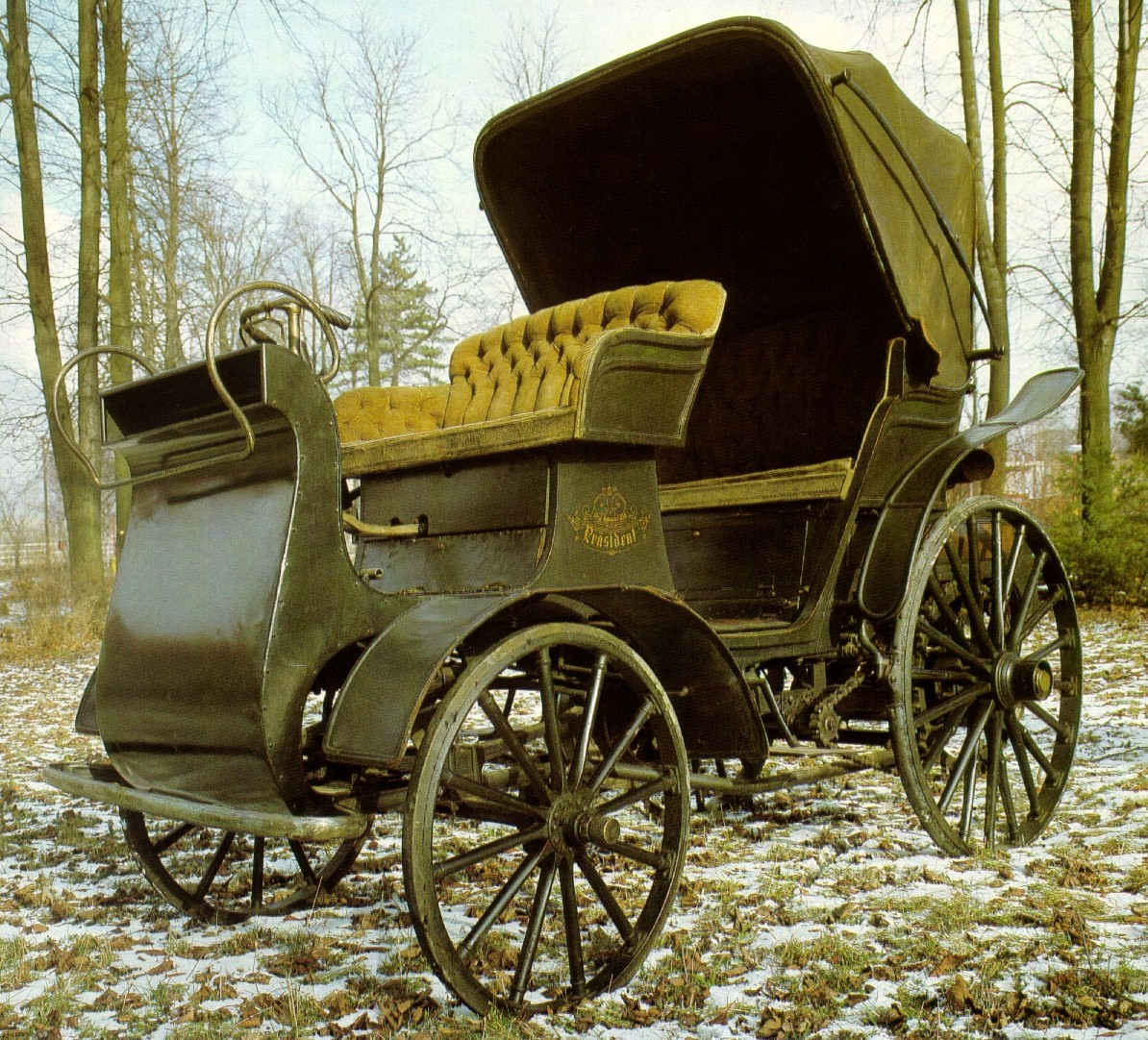
První automobil se spalovacím motorem vyrobený v českých zemích, v Kopřivnici: NW Präsident

Po roce 1848 vstoupila evropská civilizace do nové fáze politického vývoje a ruku v ruce s tím šla i nová fáze industriální revoluce. Objevily se nové vynálezy a jemnější technologie, například telegraf. První telegrafní linka v Česku, z Vídně do Brna, byla zřízena roku 1846. Nejprve byl telegraf užíván výhradně k úředním účelům. Pro soukromou korespondenci byl v českých zemích prvně použit roku 1850. Do začátku první světové války vzniklo na českém území 1700 telegrafních stanic.
Obecně rostla v ekonomice i ve společnosti role komunikace, a tím pádem také pošty. V roce 1850 byly vydány první poštovní známky v Rakousku. Ve stejném roce vznikly poštovní poukázky a o rok později vlaková pošta. Roku 1860 možnost dobírky, rok na to expresní pošta, roku 1865 poštovné dle váhy zásilky, v roce 1869 korespondenční lístky. V polovině 19. století bylo v českých zemích 400 poštovních úřadů, na konci století již 2650.
Roku 1881 bylo v Praze zavedeno první soukromé telefonní vedení. Roku 1883 měli vlastní telefonní síť i v Brně, Liberci a v Plzni. Na začátku války měla pražská telefonní síť asi 10 000 stanic. Na celém českém území jich bylo asi 35 000.
Další technologickou novinkou, která měnila charakter průmyslové revoluce a také veřejný prostor, byla elektrická energie. Roku 1880 bylo elektrické osvětlení zavedeno v první továrně, v židlochovickém cukrovaru. Brzy následovala Ringhofferka a další provozy. Roku 1888 zavedli v Jindřichově Hradci veřejné elektrické osvětlení, jako v prvním českém městě. Rok předtím zde vznikla první obecní elektrárna. První velká („přespolní“) elektrárna v Česku vznikla v pražských Holešovicích roku 1900. Do začátku první světové války elektřina zasahovala zhruba třetinu české populace.
Nová fáze rozvoje si vynutila i nové formy a kapacity finančnictví – roku 1869 v Praze vznikla Živnostenská banka, která se stala hlavním centrem českého kapitálu. Roku 1871 byla založena pražská burza.
Stále důležitějším se stával chemický průmysl, mezníkem v jeho vývoji bylo zvláště založení Rakouského spolku pro chemickou a metalurgickou výrobu v Ústí nad Labem roku 1857.
S tím, jak se rozvíjela doprava a železnice, objevily se i nové příležitosti pro strojírenský průmysl: roku 1852 vznikla na pražském Smíchově továrna Ringhoffer, která začala vyrábět železniční vagóny, nejprve nákladní, od roku 1863 i osobní. V 70. letech Ringhofferka začala vyrábět i městské tramvaje. Dalším významným podnikatelem byl Čeněk Daněk, který svou strojírnu v Praze založil roku 1854, zpočátku vyráběla zejména cukrovarnické stroje. V roce 1872 se spojila s Breitfeldovými podniky (Breitfeld & Evans). Rok předtím vznikla v Praze První českomoravská továrna na stroje, roku 1896 vynálezce Emil Kolben založil elektrotechnickou firmu Kolben a spol. Tyto čtyři podniky se nakonec spojily a vytvořily strojírenský gigant ČKD (série fúzí skončila až roku 1927). Roku 1900 zde začala výroba lokomotiv.
Dva významné podniky se zrodily i na Kladně, roku 1857 Pražská železářská společnost, v roce 1889 Poldina huť, jejímž zakladatelem byl Karl Wittgenstein, otec slavného filozofa Ludwiga Wittgensteina. V Plzni roku 1859 vznikly Valdštejnské strojní závody. O deset let později je převzal český měšťanský podnikatel Emil Škoda, který z nich do konce století učinil strojírenský gigant. Rovněž v Plzni založil svůj závod podnikatel a vynálezce František Křižík (1881). Roku 1884 svůj podnik přestěhoval do Prahy. Sehrál významnou roli při šíření elektřiny v českých zemích. Roku 1889 Filip Porges a August Lederer založili v Brně Královopolskou strojírnu (Brünn-Königsfelder Maschinenfabrik Lederer & Porges).
Na konci století začaly ve strojírenství hrát významnou úlohu automobily. Roku 1897 byl v Kopřivnici, v Kopřivnické továrně na kočáry (založena 1853), vyroben první český automobil se spalovacím motorem značky President, o dva roky později mladoboleslavská továrna Laurin a Klement začala vyrábět motocykly Slavia (vyráběla je do roku 1912, roku 1905 se i v Mladé Boleslavi přeorientovali na automobily a tato linie zvítězila). Do začátku války v českých zemích jezdilo 2500 automobilů a 4000 motocyklů.
Počátky letectví souvisejí se jménem Jana Kašpara, který roku 1910 uskutečnil v Pardubicích první let v letadle vlastní konstrukce.
Jan Kříženecký roku 1898 představil první kinematograf v českých zemích. Šlo však o ojedinělý experiment, filmový průmysl se začal rozvíjet až po první světové válce.
V 90. letech český živel v hospodářství českých zemí jasně dominoval. Přehlídkou českého průmyslu a podnikavosti se stala Jubilejní zemská výstava v roce 1891. Němečtí podnikatelé na ni dokonce neměli přístup (součást tahanic kolem tzv. punktací). Podobné výstavy byly v 19. století velmi oblíbené a v Česku měly značnou tradici – již roku 1791 se v pražském Klementinu konala průmyslová výstava, a to u příležitosti korunovace Leopolda II. za českého krále (právě k jejímu stému výročí se konala výstava roku 1891). Šlo o první průmyslovou výstavu v Evropě. Roku 1828 se konala další výstava, na níž hrabě Josef Dietrichstein navrhl založení Jednoty k povzbuzení průmyslu v Čechách (vznikla 1833). Další výstavy se konaly v Praze v letech 1829 (první soutěžní), 1831 či 1836.
Podstatné pro ekonomický vývoj druhé poloviny 19. století bylo, že rakouská státní správa začala odvrhovat tradiční ochranářské merkantilistické koncepce: roku 1851 byl vydán nový celní tarif, cla byla snížena zhruba o 70 procent. To rozhýbalo obchodní výměnu. Až do zániku Rakousko-Uherska se diskutovalo o celní unii s Německem, čímž by vznikl obří společný trh. Tato unie však nikdy nevznikla. Takřka volné podnikání zaváděl pak nový živnostenský řád roku 1859 (nikoli náhodou přijatý těsně po propuštění konzervativního ministra vnitra Alexandra Bacha) a navazující obchodní zákoník z roku 1862. Snižování celních bariér a rozvolňování obchodní sféry zastavila až velká hospodářská krize roku 1873. Nejen stát však byl krizí zaskočen. Také poděšení rakouští podnikatelé přestali volnému trhu věřit a zhusta začali vytvářet tzv. kartely. Do konce století jich v Rakousku vzniklo na 60 (prvním byl tzv. kolejnicový kartel z roku 1878). Kartely narušovaly volný trh a činily rakouský kapitalismus málo konkurenčním a flexibilním.

## Rozvoj dopravy v 18. a 19. století

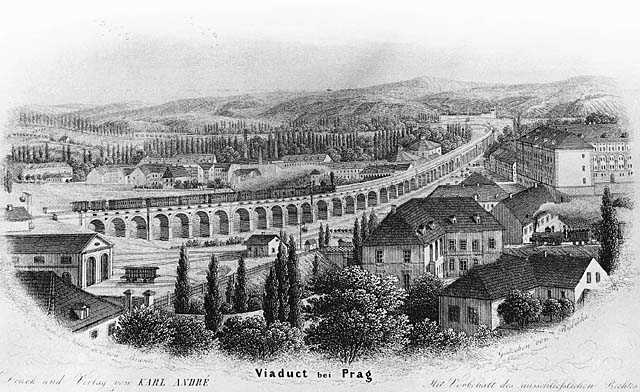
Negrelliho viadukt v pražském Karlíně, součást Severní státní dráhy

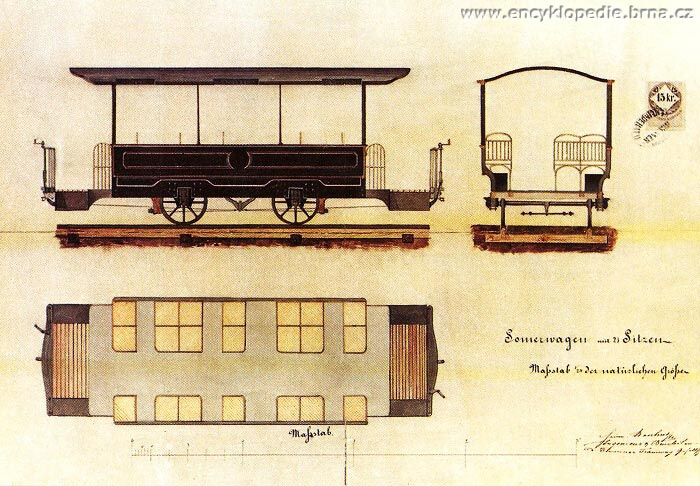
Letní vůz Brněnské koněspřežné tramvaje, prvního tramvajového systému v českých zemích

Od 18. století rakouští merkantilisté zdůrazňovali důležitost infrastruktury pro ekonomický rozvoj, proto začala být v celé habsburské monarchii budována síť silnic s pevným povrchem, v českých zemích zejména od roku 1738, kdy byla zahájena stavba klíčové komunikace spojující Prahu s Vídní. Stavba byla přerušena válkami o rakouské dědictví, ale v druhé polovině století, za panování Marie Terezie a Josefa II., se výstavba sítě silnic znovu rozjela a pokračovala i po celé 19. století. Měla ovšem typicky severo-jižní charakter (spojení Německo–Čechy–Rakousko), což způsobilo později jisté potíže po vzniku Československa roku 1918, kdy bylo třeba dobudovat také komunikace západo-východního směru.
V 19. století začal rozvoj železnice. V roce 1807 učitel na pražské polytechnice František Josef Gerstner vypracoval pro Českou hydrotechnickou společnost projekt koněspřežné dráhy z Českých Budějovic do Lince. Šlo o první železniční projekt v Evropě, který se ovšem realizoval až v letech 1827–1836. Gerstner předběhl dobu, ale ne o moc – již roku 1825 začala stavba první železnice v Česku, koněspřežky na trati Praha–Lány. Projekt financovali zejména podnikatelsky orientovaní šlechtici (Kašpar Šternberk, Eugen Wrbna, Karl Egon Fürstenberg, Karl Clam-Martinitz aj). Až do Prahy však, pro nedostatek financí, dostavěna nebyla. Částečně fungovala od roku 1830, spojovala Kladno s Křivoklátskem a sloužila především pro přepravu vytěženého dřeva. Daleko úspěšnějším projektem byla stavba Severní Ferdinandovy dráhy, která měla parní železnicí spojit Vídeň a Bohumín. Tu již financovala společnost vídeňských bankéřů, mj. i Salomona Mayera Rothschilda, který měl na severu Moravy své zájmy (Vítkovické železárny). Stavba začala roku 1837, první úsek Vídeň–Břeclav začal fungovat roku 1839. Téhož roku byla otevřena odbočka do Brna, roku 1841 do Olomouce a v roce 1847 železnice dorazila až do Bohumína. V roce 1842 začala stavba Severní státní dráhy na trase Olomouc–Praha. Jak název napovídal, stavbu tentokrát platil stát, výstavbou byla pověřena firma bratří Kleinů. Celá trasa byla zprovozněna již roku 1845. O dvě léta později bylo dokončeno napojení na Severní Ferdinandovu dráhu a Praha tak byla spojena s Vídní. Další trasy následovaly velmi rychle: 1851 Praha–Podmokly, 1863 Praha – Plzeň – Brod nad Lesy, 1868 České Budějovice – Plzeň, 1870 Brno–Vyškov–Olomouc–Šternberk/Přerov, 1871 Praha–Cmunt, 1871 Ústí nad Labem – Teplice, 1872 Bakov nad Jizerou – Rumburk, 1872 Buštěhradská dráha, 1872 Plzeň–Cheb, 1872 Znojmo – Jihlava – Havlíčkův Brod – Pardubice, 1874 Nymburk–Děčín, 1874 Praha–Duchcov, 1875 Pardubice–Turnov–Liberec.
Roku 1841 byl v pražském Karlíně spuštěn na vodu první český kolesový parník Bohemia. Konstruktéry byli Angličané John Andrews a Joseph John Ruston, stavbu platil podnikatel Vojtěch Lanna starší. První regulérní plavbu parník vykonal na trase Karlín – Obříství u Neratovic – Drážďany. Pravidelná paroplavba na Vltavě vznikla roku 1865, nejprve na trase Praha–Štěchovice.
Roku 1908 byla zavedena první meziměstská autobusová linka v českých zemích i celé monarchii – vedla mezi Pardubicemi a Bohdančí. Do začátku první světové války vzniklo takových linek v českých zemích 20.
Systémy městské hromadné dopravy se začaly rozvíjet od 60. let 19. století – koněspřežná tramvaj v Brně byla zavedena již roku 1869, v roce 1875 pak v Praze. První parní tramvaj mělo také Brno, do provozu zde byla uvedena roku 1884. Prvenství při zavádění elektrických tramvají si zajistily Teplice, kde elektřinou poháněná tramvaj vyjela na trať roku 1895. Rok poté se přidala Praha (zde již od roku 1891 fungovala převážně předváděcí Křižíkova elektrická dráha na Letné), roku 1897 Liberec, v roce 1899 Olomouc, Plzeň a Ústí nad Labem, 1900 Brno a Jablonec nad Nisou, 1901 Most a Litvínov a Ostrava, 1902 Mariánské Lázně, 1905 Opava, 1909 České Budějovice a Jihlava, 1911 Těšín a 1916 Bohumín.